# أكسيوم سبيس
أكسيوم سبيس هي شركة خاصة أمريكية تمول البنية التحتية الخاصة برحلات الفضاء، يقع مقر الشركة في هيوستن، تكساس.